# Carl Akeley

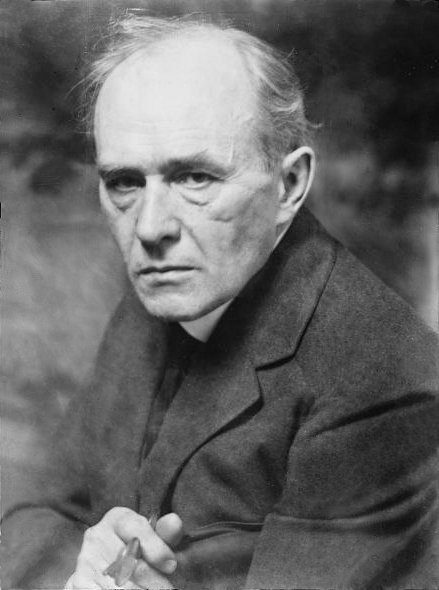
Carl Akeley

Carl Ethan Akeley, född 19 maj 1864 i Clarendon, New York, död 18 november 1926, var en amerikansk zoologisk konservator.

## Biografi
Akeley var autodidakt och först anställd som konservator vid Wards naturaliekabinett i Rochester. Åren 1895 till 1909 arbetade han vid Field Museum i Chicago och därefter vid American Museum of Natural History i New York.
Akeley gjorde sig känd genom de grupper av afrikanskt storvilt som han 1909-26 där skapade till museets samlingar. Han utvecklade där sin speciella teknik, att först bygga upp en djurkropp, en så kallad mannekäng, på vilken sedan skinnet träddes, vilket gav ett betydligt naturtrognare resultat än tidigare metoder. Akeley begravdes i Uganda i ett gorillareservat som han själv bidragit till att bygga upp.